# Дві вежі
«Дві вежі», варіант перекладу «Дві твердині» (англ. The Two Towers) — друга частина трилогії англійського письменника Дж. Р. Р. Толкіна «Володар перснів». Складається з двох частин. Опублікована у 1954 році у Лондоні. Попередня книжка — «Братерство Персня», наступна — «Повернення короля». За твором Пітером Джексоном у 2002 році знятий фільм «Володар Перснів: Дві вежі».

## Головні герої
- Фродо Торбин — гобіт, головний герой трилогії
- Семвайс Ґемджі — гобіт, слуга Фродо, син садівника
- Переґрін Тук — гобіт, племінник Фродо
- Меріадок Брендіцап — гобіт, племінник Фродо
- Араґорн — вождь Північних Слідопитів, нащадок королів Арнору і Ґондору
- Ґандальф — маг-істарі
- Боромир — син ґондорського намісника-правителя, брат Фарамира
- Ґімлі — ґном з Еребору, син Ґлоїна
- Леґолас — ельф з Морок-лісу, син короля Трандуїла
- Теоден — король Рогану
- Еомер — племінник і спадкоємець Теодена
- Ґріма Солодкоязикий — слуга Теодена, таємний агент Сарумана
- Еовін — племінниця Теодена, сестра Еомера
- Саруман — маг-істарі
- Саурон — Володар Перснів, головний антагоніст
- Древлен — вождь ентів
- Ясенебород — ент
- Уґлук — командир загону орків Сарумана
- Ґришнах — командир загону мордорських орків
- Фарамир — син ґондорського намісника-правителя, молодший брат Боромира
- Ґолум — колишній гобіт, який прагне повернути Перстень
- Дамрод — воїн із загону Фарамира
- Маблунґ — воїн із загону Фарамира

## Зміст
У творі описується продовження подій Третьої Епохи Середзем'я.

### Книга 3

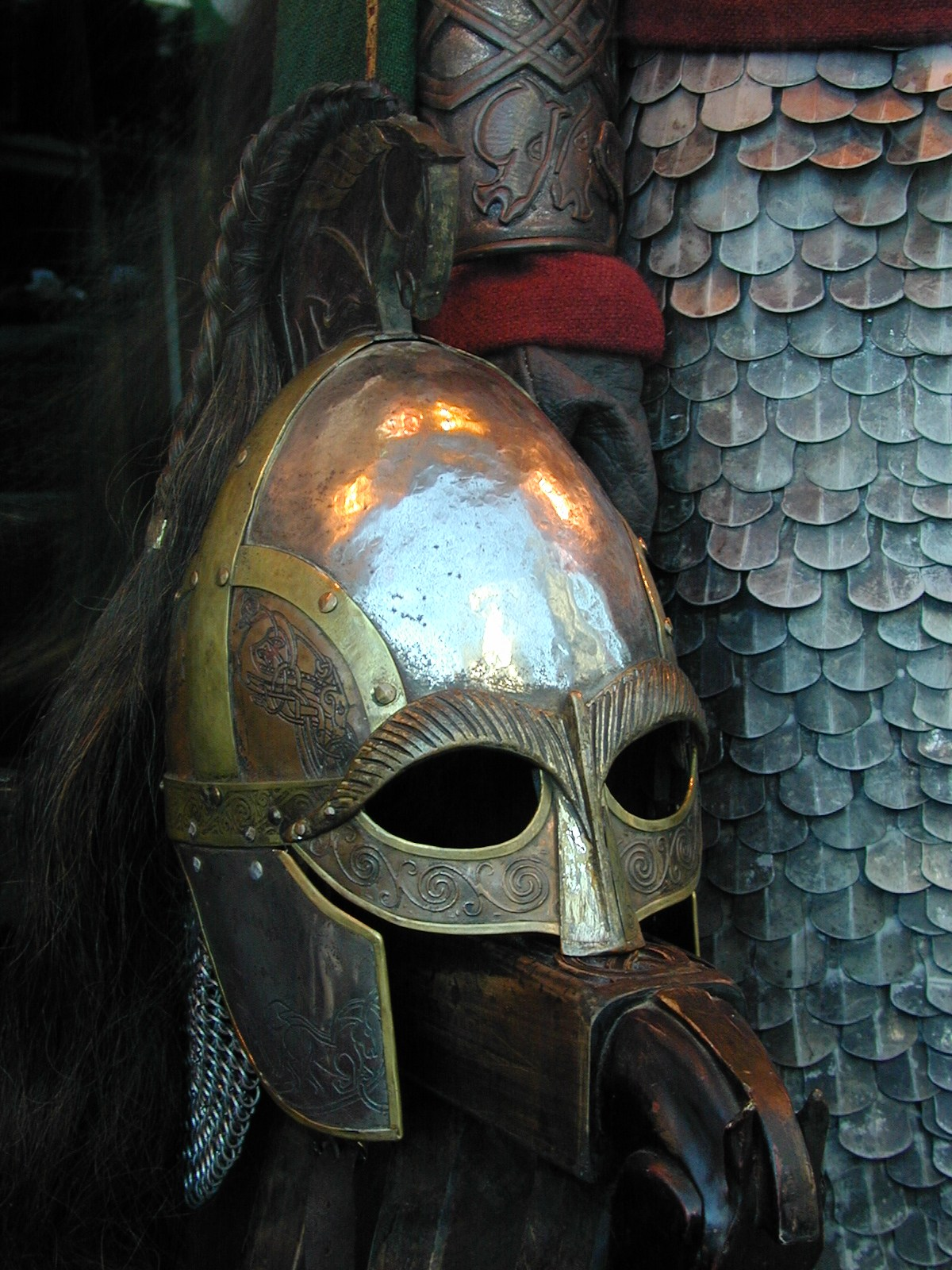
Шолом Рохірріма

Араґорн, шукаючи Фродо, раптом чує бойовий ріг Боромира і поспішає на допомогу. Він знаходить того помираючим, всього в стрілах. Боромир повідомляє, що намагався забрати у Фродо Перстень, але той втік; як несподівано напали орки та викрали Піппіна і Меррі. Боромир просить Арагорна захистити Мінас Тіріт та помирає, а його тіло відправляють по річці до рідного міста на човні. Тепер починається триденне переслідування орків Араґорном, Ґімлі та Леґоласом. Тим часом на Урук-гай нападають вершники Рогану рогірріми та вбивають їх усіх, а гобітам вдається втекти. Вони потрапляють у ліс Фанґорн, де зустрічають ентів — велетнів схожих на дерева. Їх голова Деревобород скликає раду, щоб вирішити, чи друзі гобіти, чи ні. Отож, енти вирішують йти війною на Сарумана, що почав винищення лісу. Араґорн, Ґімлі та Леґолас зустрічають вершників Еомера і ті розповідають їм, що знищили всіх орків Уґлука. Слідопит Араґорн знаходить сліди, що ведуть до лісу, де гобітів вже неможливо буде відшукати. Проте тут вони зустрічають білого мага. Вони спершу вирішують, що це Саруман, але той виявляється Ґандальфом. Вони кажуть, що він загинув у битві з Балроґом, та Ґандальф відповідає, що відродився, як Ґандальф Білий. Разом вони вирушають до столиці Рогану — Едорасу. Там Ґандальф позбавляє короля Теодена впливу Сарумана через магію та Ґріми Солодкоязикого, того виганяють з Рогану. Війська Рохану вирушають у Гельмову Западину, до фортеці Горнбурґ. Там проходить жорстока битва з орками Сарумана, що змушує останніх тікати, та їх добивають союзники ентів гворни. Армія Теодена вирушає до Ісенґарду, фортеці Сарумана. Там з'ясовується, що її вже захопили енти, Саруман та Ґріма всередині вежі. Гобіти приєднуються до друзів, адже вони теж тут. Ґріма викидає з вікна палантір і його вирішує роздивитись Піппін, але через камінь його допитує Око Саурона. Після цього Ґандальф з гобітом вирушають до Мінас-Тіріту. Наближається війна.

### Книга 4

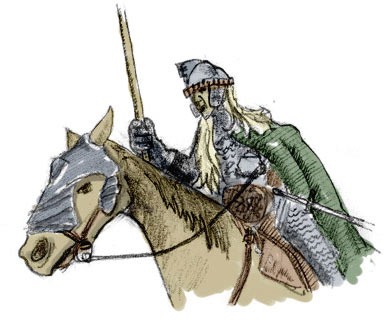
Вершник Рохану — Рохіррім

Фродо і Сем продовжують шлях до Вогняної гори, щоб знищити Перстень. Вони захоплюють у полон Ґолума і той обіцяє їм провести їх до Брами Мордору, тому що таємно сподівається повернути собі Кільце. Фродо не каже навіщо їм у Мордор. Сем не довіряє Ґолуму, а от Фродо співчуває. Вони долають шлях через болота і потрапляють до мети — Брами, але Ґолум не дає їм пройти у неї. Він обіцяє показати їм таємний шлях на плато Ґорґорот. І вони повертають до Ітілієну, де зустрічають південних найманців Саурона зі слонами. На тих нападає загін ґондорців на чолі з братом Боромира Фараміром. Він бере у полон гобітів і довідується про Перстень та їх мету. Фарамір повідомляє про смерть брата і відпускає їх, але він схвильований через те, що Ґолум хоче провести їх по проходу Кіріт-Унґол. Ґолум же сподівається, що там гобітів вб'є павучиха Шелоб, а Перстень залишиться йому. Група потрапляє у гори, де Шелоб нападає на них і жалить Фродо. Сем вважає, що той мертвий, забирає Перстень і йде до Мордору, але раптом чує розмову орків, що знайшли Фродо. Вони кажуть, що він лише паралізований, і забирають його в свою вежу, а Сем залишається ззовні.

## Розділи
Книга 3
1 — Загибель Боромира

2 — Вершники Рогану

3 — Урук-Гаї

4 — Деревобородий

5 — Білий вершник

6 — Король зі Золотих хоромів

7 — Гельмів Яр

8 — Дорога на Ісенґард

9 — Тріски і друзки

10 — Саруманів голос

11 — Палантір
Книга 4
1 — Приборкання Смеаґола

2 — Перехід через болота

3 — Чорну Браму зачинено

4 — Про трави і про тушкованого кролика

5 — Вікно на заході

6 — Таємниче озеро

7 — Мандри до Роздоріжжя

8 — Східці Кіріт Унгол

9 — Лігво Шелоб

10 — Вибір пана Семвайса

## Українські переклади
Перший український переклад вийшов у 2002 році: спрощений переказ для дітей (під назвою «Дві твердині»), зроблений Олександром Мокровольським. У 2003 році опубліковано першу повну українську версію роману (під назвою «Дві вежі») Аліни Немірової, але вона являла собою адаптацію її ж російського перекладу, що вийшов роком раніше. У 2004 році в львівському видавництві «Астролябія» опубліковано переклад (під назвою «Дві вежі») Олени Фешовець, у 2013 році в тім же видавництві — новий переклад (під назвою «Дві вежі»), виконаний Катериною Оніщук.